# César Simar
César Simar (Lille, 29 de mayo de 1879-Meudon, 23 de octubre de 1934) fue un deportista francés que compitió en ciclismo en la modalidad de pista. Ganó una medalla de plata en el Campeonato Mundial de Ciclismo en Pista de 1904, en la prueba de medio fondo.

## Medallero internacional
| Campeonato Mundial | Campeonato Mundial    | Campeonato Mundial | Campeonato Mundial |
| Año                | Lugar                 | Medalla            | Competición        |
| ------------------ | --------------------- | ------------------ | ------------------ |
| 1904               | Londres (Reino Unido) | Medalla de plata   | Medio fondo (P)    |